# Міхельсон Фрідріх Густавович
Фрі́дріх Гу́ставович Міхельсо́н (1840—1908) — купець 1-ї гільдії, мільйонер, гласний Київської міської думи. Входив у десятку найбагатших киян початку XX століття.

## Життєпис
Власник цегельних і скляних підприємств. Серед іншого, йому належала велика цегельня на Куренівці (згодом — Петрівський цегельний завод, Петрівський завод стінових матеріалів, теперішня адреса — Сирецька вулиця, 33), навколо якого в ХІХ ст. сформувалася Сирецька робітнича слобода. Власник ряду великих садиб у центрі міста Києва (за розміром — як невелике містечко).
У будинках, які йому належали (на вул. Богдана Хмельницького, Володимирській, Євгена Чикаленка, Михайла Коцюбинського тощо), крім безлічі житлових квартир, були так само і міський телеграф, готель, навчальні заклади, урядові офіси, магазини, лазні та багато іншого.

## Неповний список будинків
- Вул. Фундуклеївська, 10 (вул. Хмельницького), Київ
- Садиба № 23/27 на розі вулиць Володимирської та Софійської (навпроти Софії Київської)
- Вул. Тимофеєвська, 12, нині вул. Михайла Коцюбинського
- Вул. Пушкінська, 40, нині вул. Євгена Чикаленка
- Народна лазня на розі Ново-Єлизаветинської (пізніше Пушкінської) і Шулявській (пізніше Караваєвській)
- Садиба Міхельсона — вул. Пушкінська, 35Б. (1888 р. арх. Сичугов)
- Прибутковий будинок — вул. Володимирська, 47. (арх. В. І. Сичугов). З 1891 по 1901 рік тут на 3-му поверсі була школа малювання М. Мурашка. Пам'ятник архітектури № 123

## Цікаві факти
- Впродовж своєї підприємницької кар'єри у Фрідріха Густавовича простежувався цікавий незримий зв'язок зі світом мистецтва.
- У будинку Міхельсона на вул. Володимирській, 47 жили і працювали художники Микола Мурашко, Михайло Жук, Григорій Світлицький, Казимир Малевич.
- У гімназії на вулиці Тимофіївській (будівля Міхельсона) вчилися скульптори Олександр Архипенко, Іван Кавалеридзе, так само цю гімназію закінчив учений-садівник Володимир Симиренко.
- За адресою Богдана Хмельницького, 10 збиралися члени Товариства мистецтва і літератури, а також драматична школа.
- «Народні лазні» Міхельсона — перший добре прорахований бізнес-проект України у сфері послуг, де кожному споживачу приділяли увагу. Комплекс надавав увесь спектр лазневих послуг від елітних до звичайної парної. Нині на місці «Народних лазень» побудовано бізнес-центр.
- Колегія Головної ради Українського товариства охорони пам'яток історії і культури визначила перелік пам'яток, які занесені до Червоної книги культурної спадщини України. Серед них — садиба Міхельсона (XIX—XX ст.ст. із флігелями на вул. Пушкінській 35-А, Б, 37-А, Б). Проект відновлення садиби примітний тим, що він здійснюється разом з жителями кварталу Пушкінська-Велика Васильківська. Усі кроки проекту можна відстежувати за новою методикою «прозорого офісу» — через сайт, в офісі команди, телефоном та за допомогою анкет. Кожна людина може прокоментувати, доповнити або заперечити хід проектних робіт.